# Arzneimittel für neuartige Therapien
Arzneimittel für neuartige Therapien (auch ATMPs für englisch Advanced Therapy Medicinal Products) ist der Überbegriff dreier Arzneimittel-Produktklassen, den somatischen Zelltherapeutika, den Gentherapeutika und den biotechnologisch bearbeiteten Gewebezubereitungen [auch Tissue-Engineering-Produkte (TEP)]. Diese Arzneimittel enthalten oder bestehen meistens aus lebenden Zellen oder Gewebe und zeichnen sich daher durch eine hohe Komplexität aus. Die verwendeten Zellen werden oft einem Patienten entnommen, im Labor bearbeitet (zum Beispiel vermehrt oder gentechnisch verändert), und anschließend demselben Patienten wieder verabreicht. ATMPs sind aufgrund dessen häufig ein Beispiel für „Personalisierte Medizin“.

## Definition
Die Eingruppierung eines ATMPs in eine der drei Produktklassen ist durch die gesetzlichen und regulatorischen Anforderungen, die für das ATMP gelten, bestimmt. Folgende Eigenschaften des Arzneimittels entscheiden über die Eingruppierung in die jeweilige Produktklasse:

### Somatisches Zelltherapeutikum
- Es dient der Behandlung, Vorbeugung oder Diagnose einer Krankheit durch die pharmakologische, immunologische oder metabolische Wirkweise der enthaltenen Zellen bzw. des enthaltenen Gewebes.
- Es wurde substanziell manipuliert, so dass biologische Charakteristika, physiologische Funktionen oder strukturelle Eigenschaften für die beabsichtigte klinische Anwendung geändert wurden.
- Die enthaltenen Zellen oder Gewebe erfüllen im Empfänger nicht dieselben essentiellen Funktionen wie im Spender (sogenannter nicht-homologer Gebrauch).

### Gentherapeutikum
- Es enthält eine aktive Substanz, die aus einer rekombinanten Nukleinsäure besteht oder diese enthält, mit dem Ziel, eine genetische Sequenz in einer Zelle zu addieren, regulieren, reparieren, ersetzen oder zu entfernen.
- Der therapeutische, prophylaktische oder diagnostische Effekt ist direkt auf die rekombinante Nukleinsäure zurückzuführen.

Ausnahme: Arzneimittel, die beide Eigenschaften erfüllen, jedoch als Impfung gegen Infektionskrankheiten eingesetzt werden sollen, werden nicht als Gentherapeutikum klassifiziert.

### Tissue-Engineering-Produkte
- Es enthält Zellen oder Gewebe, um menschliches Gewebe zu regenerieren, reparieren oder zu ersetzen.
- Es kann lebende oder tote Zellen und Gewebe sowohl menschlichen als auch tierischen Ursprungs in der Gegenwart oder Abwesenheit weiterer Substanzen enthalten. Tote Zellen, die keine pharmakologische, immunologische oder metabolische Wirkweise besitzen, sind keine Tissue-Engineering-Produkte.
- Die enthaltenen Zellen oder Gewebe erfüllen im Empfänger nicht dieselbe Funktion wie im Spender (nicht-homologer Gebrauch).

## Entwicklung und Besonderheiten der Marktzulassung

Zentrale Zulassungen für ATMP in der EU (im Vergleich zu solchen für humanmedizinische Biotechnologika und RNA-/DNA-Therapeutika), dargestellter Zeitraum seit 2011 (Zahlen gemäß vfa-Datenbanken)

Die Entwicklung von ATMPs ist meistens durch einen stark experimentellen Charakter gekennzeichnet und findet ihren Ursprung oft im akademischen Forschungsumfeld wie Universitäten und deren Kliniken. Dies und die individuelle Herstellung in oft kleinen Stückzahlen zur Behandlung schwerster, aber auch seltener, Krankheiten führt bisher dazu, dass die klassische (kapitalstarke) Pharmaindustrie in diesem Arzneimittel-Bereich nahezu nicht vertreten ist. Dies hat zur Folge, dass Therapiekonzepte aufgrund fehlender finanzieller Unterstützung für die Durchführung klinischer Studien als auch begrenzter regulatorischer Erfahrung (bspw. die Beachtung gesetzlicher Anforderungen an die Arzneimittel-Marktzulassung) nicht zur Marktreife gelangen können. Im Gegensatz zu den meisten klassischen Arzneimitteln, die in einzelnen Staaten innerhalb der europäischen Union (EU) zugelassen werden können, müssen ATMPs EU-weit (zentralisiert) über die Europäische Arzneimittelagentur (EMA – European Medicines Agency) zugelassen werden.
Im deutschsprachigen Raum sind für die Genehmigung klinischer Studien mit ATMPs die nationalen Behörden zuständig:
- Deutschland: Paul-Ehrlich-Institut (Bundesinstitut für Impfstoffe und biomedizinische Arzneimittel)
- Österreich: Agentur für Gesundheit und Ernährungssicherheit (AGES), Bereich Medizinmarktaufsicht
- Schweiz: Swissmedic (Schweizerisches Heilmittelinstitut)

Inzwischen sind zahlreiche Arzneimittel aus der sehr heterogenen ATMP-Gruppe zugelassen, meistens für Patienten mit seltenen Erkrankungen oder Patienten, für die keine wirksamen Standardtherapien mehr zur Verfügung stehen. Wegen der kleinen Fallzahlen kommt der systematischen Erhebung von „Real-World“-Daten in der Nachzulassungsphase besondere Bedeutung für den weiteren Erkenntnisgewinn zu. Bei ordnungsgemäßer Anwendung können ATMPs von großem Nutzen für die Betroffenen sein. Die Europäische Arzneimittelagentur EMA warnt jedoch ausdrücklich vor dem Gebrauch nicht zugelassener ATMPs, die innerhalb der Europäischen Union von Individuen, Firmen und Kliniken angeboten werden, ohne dass je ein Nachweis für Wirksamkeit und Sicherheit erbracht wurde. Hier bestehen erhebliche Risiken für die Patienten, nicht nur durch potentiell ineffektive oder gar schädliche Therapien, sondern auch durch erhebliche finanzielle und emotionale Belastungen.

## Beispiele für Therapiekonzepte
Folgende Konzepte wurden unter anderem von der EMA klassifiziert:

### Somatische Zelltherapeutika
- Immunkompetene Blutzellen wie natürliche Killerzellen, T-Lymphozyten oder dendritische Zellen werden in vitro mit bestimmten Tumor-Antigenen stimuliert. Diese nun auf den Tumor „abgerichtete“ Zellen werden nun Krebspatienten verabreicht.
- Hautzellen werden in vitro vermehrt und mit Fibrin-Kleber bei chronischen Bein-Ulcera verwendet.
- Insulin-produzierende Inselzellen aus dem Schwein werden zur Behandlung von Diabetes eingesetzt.

### Gentherapeutika
- Ein Adeno-assoziierter Virus-Vektor kodierend für das Enzym N-Sulfoglucosamin-Sulfohydrolase wird zur Behandlung bestimmter Erbkrankheiten Neugeborener eingesetzt.
- Ein Lentivirus-Vektor, der das humane Myosin7A-Gen exprimiert, wird zur Behandlung von Retinitis pigmentosa eingesetzt.
- Genetisch modifizierte Bakterien der Art Lactococcus lactis geben humanes Interleukin-10 ab, um chronisch-entzündliche Darmerkrankungen zu lindern.

### Tissue-Engineering-Produkte
- Knorpelbildende Zellen (Chondrozyten) werden entnommen, in vitro vermehrt und zur Behandlung von symptomatischen Knorpeldefekten in jene Gelenke verabreicht.
- Keratinozyten der Haut werden entnommen, vermehrt und einem Patienten mit Hautverbrennungen retransplantiert.
- Zellen der Augen-Hornhaut, die Stammzellen enthalten, werden vermehrt und bei Hornhautschäden retransplantiert.
- Skelettmuskel-abgeleitete Zellen werden vermehrt und zur Behandlung von Harninkontinenz eingesetzt.
- Mundschleimhautzellen werden entnommen, in vitro vermehrt und auf eine resorbierbare Trägermembran gebracht. Die Trägermembran mit den Mundschleimhautzellen wird zur Erweiterung der Harnröhre bei Harnröhrenstrikturen in die Harnröhre eingenäht.